# Roberto Maldonado
Roberto José Maldonado (* 7. Juni 1936 in Santurce) ist ein ehemaliger puerto-ricanischer Degenfechter.
Er nahm 1972 an den Olympischen Spielen in München teil. Im Degenwettbewerb schied er in der 1. Runde aus.